# Torrey Harris
Torrey Harris là một chính khách người Mỹ, người được bầu vào Hạ viện Tennessee năm 2020. Ông sẽ đại diện cho Khu vực Hạ viện số 90 với tư cách là thành viên của Đảng Dân chủ Tennessee.
Cùng với Eddie Mannis, Harris là một trong hai đại diện của bang công khai LGBT đầu tiên được bầu chọn ở Tennessee.